# Código de situação tributária
Código de Situação Tributária ou CST é o código determina a tributação (referente ao ICMS) do produto, onde são classificados da seguinte forma:

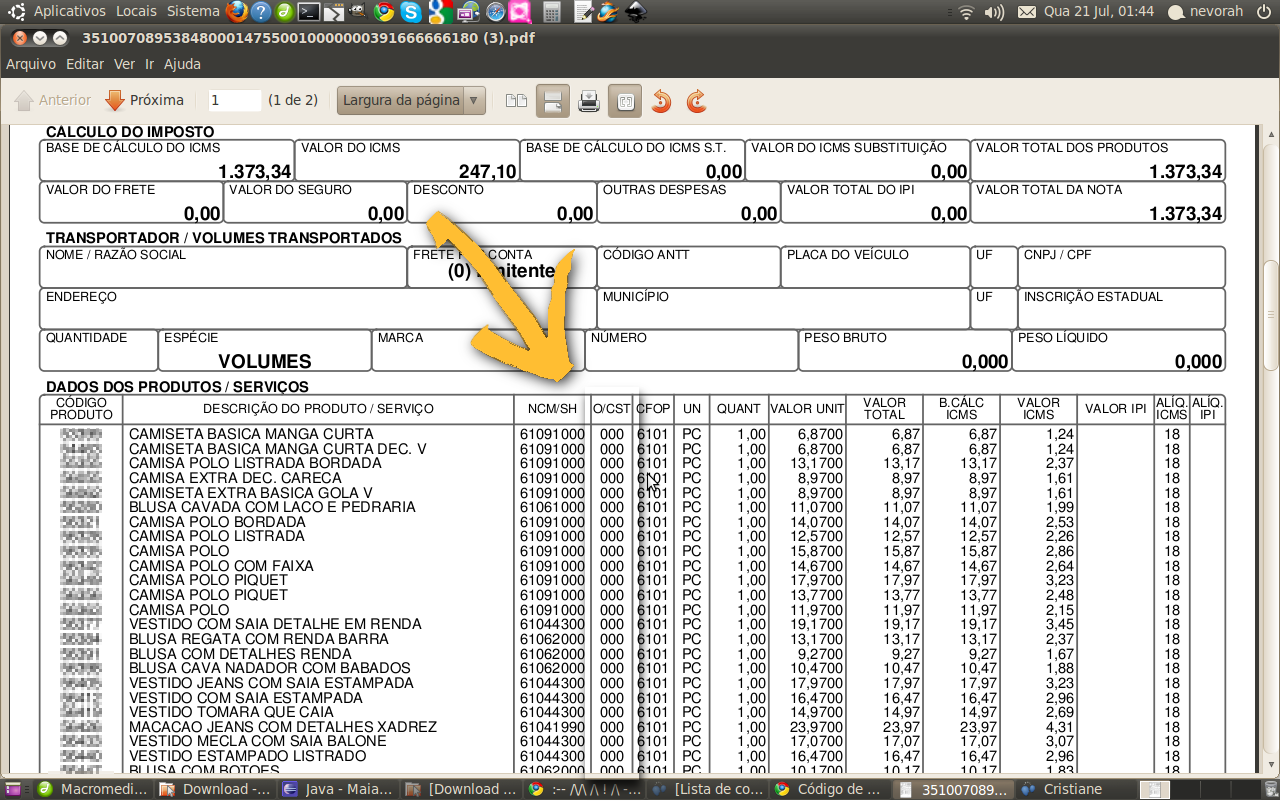
Exemplo do CST em uma NF-e

Essa tabela tem relação com a forma de aquisição do produto.
No estado de Mato Grosso do Sul, está disposto no Sub-Anexo VI ao Anexo XV do RICMS
http://www.icmstransparente.ms.gov.br/index.aspx?sf=http://arq.sefaz.ms.gov.br/inicio/legislacao.asp

## Tabela B
- 00 Tributada integralmente
- 10 Tributada e com cobrança do ICMS por substituição tributária
- 20 Com redução de base de cálculo
- 30 Isenta ou não tributada e com cobrança do ICMS por substituição tributária
- 40 Isenta
- 41 Não tributada
- 50 Suspensão
- 51 Diferimento
- 60 ICMS cobrado anteriormente por substituição tributária
- 70 Com redução de base de cálculo e cobrança do ICMS por substituição tributária
- 90  Outras

Há exatamente 33 combinações disponíveis
Essa tabela tem relação com a Operação fiscal de saída do produto.
Observe, porém, que este código poderá ter quatro dígitos no caso de empresas optantes pelo Simples Nacional.

## Exemplo
Suponhamos que a empresa industrial "X" tenha efetuado vendas de diversas mercadorias de produção própria e adquiridas de terceiros a um determinado cliente, como segue:
- Primeiro Item - mercadoria nacional;
- Segundo Item - mercadoria estrangeira de importação direta;
- Terceiro Item - mercadoria estrangeira adquirida no mercado interno.

Assim, considerando a saída tributada, segue, a título de ilustração, o preenchimento do quadro "Dados do Produto".
Partindo do princípio acima então:
| Cód. Produto | Descrição dos Produtos   | Situação Tributária |
| PP001        | Cilindro mestre nacional | 000                 |
| PA001        | Cilindro mestre italiano | 100                 |
| PA002        | Cilindro mestre espanhol | 200                 |

O CST normalmente é usado em conjunto com o CFOP para emissão de notas fiscais. No emprego desses códigos em software gerenciais, um mesmo produto com diferentes CST e CFOP pode acarretar graves erros de cálculos fiscais.